# غريغ ميرفي
غريغ ميرفي (بالإنجليزية: Greg Murphy)‏ هو سائق سباق نيوزيلندي، ولد في 23 أغسطس 1972 في هاستينجس في نيوزيلندا.

## وصلات خارجية
- غريغ ميرفي على موقع DriverDB.com (الإنجليزية)
- غريغ ميرفي على موقع eWRC-results.com (الإنجليزية)

- الموقع الرسمي